# Sinodraconarius
Genre
Sinodraconarius est un genre d'araignées aranéomorphes de la famille des Agelenidae.

## Distribution
Les espèces de ce genre sont endémiques de Chine.

## Liste des espèces
Selon World Spider Catalog (version 19.0, 05/07/2018) :
- Sinodraconarius cawarongensis Zhao & Li, 2018
- Sinodraconarius muruoensis Zhao & Li, 2018
- Sinodraconarius patellabifidus (Wang, 2003)
- Sinodraconarius sangjiuensis Zhao & Li, 2018
- Sinodraconarius yui Zhao & Li, 2018

## Publication originale
- Li, Zhao, Zhang & Li, 2018 : Sinodraconarius gen. n., a new genus of Coelotinae spiders from southwest China (Araneae, Agelenidae). ZooKeys, no 770, p. 117-135 (texte intégral).